# Juan Balbín González Vallejo
Juan Balbín González Vallejo (Balbín y Vallejo, Balbín Vallejo, Balbín de Vallejo) fue un importante comerciante y saladerista en la ciudad de Montevideo. Como comandante de milicias tuvo una destacada actuación en la lucha contra las Invasiones Inglesas de 1806 y 1807, integró la Junta de Montevideo de 1808 y adhirió a la Revolución de mayo de 1810.

## Biografía
Juan Balbín González Vallejo nació en 1747 en la villa de Borox, arzobispado de Toledo, Castilla la Vieja, España, hijo de José González de Vallejo y Bernabela Martínez.
Llegó al Río de la Plata y se radicó en Montevideo, a fines de 1769, dado que el censo de ese año no lo menciona y el 1 de enero de 1770 se inscribía ya como soldado en la milicia de Montevideo.
Hacia 1772 tenía una pulpería en la ciudad. Progresó rápidamente llegando a poseer saladeros en las afueras.
Casó el 20 de agosto de 1775 con María Josefa Francisca Elizondo y Pagola, hija del ex cabildante Antonio de Elizondo y de María Petronila de Pagola Búrgues.
Se convirtió entonces en un destacado miembro de la naciente comunidad. Integró el Cabildo en 1776 como alcalde provincial y depositario general en 1777, 1778 y 1779, y ascendió en las milicias activas de Montevideo.
Tenía concesiones para la realización de corridas de toros: para ayudar a solventar los gastos del Hospital de Caridad a fines de 1782 se realizaron «dos corridas de toros a total beneficio de la construcción hospitalaria, exigiendo que el concesionario de estos espectáculos, Juan Balbín y Vallejo, dejara libre la plaza de toros, situada al sur, próxima a los fondos del predio destinado al establecimiento de la asistencia, cruzando la actual calle Washington».
En 1803 era capitán y comandante de la primera compañía de fusileros del batallón de Voluntarios de Infantería.

### Invasiones Inglesas
Tuvo una relevante actuación durante las Invasiones Inglesas.
En 1806 y con el objeto de organizarse una expedición para reconquistar la ciudad de Buenos Aires caída en manos de las fuerzas inglesas al mando de William Carr Beresford, al igual que otros hacendados entregó sus caballadas para la expedición sin obligación de reintegro alguno.
El 22 de julio partió con el resto de las tropas rumbo a Colonia del Sacramento, empezando a llevar entonces un diario de la expedición. A Vallejo le correspondió la comandancia del batallón por antigüedad.
El domingo 3 de agosto se embarcaron desde Colonia en la lancha San Juan y partieron al finalizar la tarde, dando fondo a las 3 de la mañana del 4 frente a la punta de San Isidro. Desde allí a las 6 dieron vela hacia las Conchas, donde arribaron a las 9. El día 5 siguieron marcha hacia San Isidro. Por las lluvias pasaron en el pueblo hasta el 9 en que marcharon hacia «el colegio de los Jesuitas que dista 3 1/2 leguas de San Isidro».
El 10 avanzaron hacia los Corrales de Miserere, llegando al mediodía a la chacra de los padres de la Merced, desde donde se envió embajada a Beresford. A las 16 se inició el avance. Vallejos enfrentó una columna británica que avanzó por la calle «de la quinta de Baldovinos» hasta que los británicos «a los seis tiros, con marcha redoblada, dejaron el puesto».
La noche del 10 estuvieron «a la intemperie sin comer, ni dormir, sobre las armas». El 11 permanecieron en el sitio y esa noche «tres veces se tocó generala y casi no dormimos de frío y viento norte que nos acabó».
El 12 se reinició el avance y a las 9 el combate. Su compañía, «con los blandengues de la Colonia, los marinos del Sr. Posadas, y parte de los de Juancito Vázquez» tomaron posiciones con un cañón en «la esquina fondo a la Catedral» y tras 3 horas de combate desalojaron a los ingleses que se refugiaron en la Recoba y finalmente en el Fuerte, hasta su rendición.
El 14 de agosto participó con el resto de los oficiales del cabildo abierto «para resolver quién debía de quedar por gobernador de esta ciudad». Al mediodía había «un populacho en la plaza de más de 5 mil personas, y gritando que su general en jefe había de ser el Sr. de Liniers».
El 11 de septiembre se tuvieron noticias de que 12 buques ingleses se encontraban frente a Montevideo, por lo que el 16 recibió la orden de regresar a esa plaza.
En Montevideo el batallón fue elevado a regimiento y Vallejo permaneció al mando como comandante. Sus hijos Luis y Domingo habían combatido también en las jornadas de agosto, y el primero de ellos fue puesto al frente de un batallón con el grado de sargento mayor.
También destacó en el sitio de Montevideo y producido el asalto final en la brecha abierta por los invasores su compañía fue de las últimas en abandonar las murallas.
Es citado en la proclama de Santiago de Liniers a los cuerpos de voluntarios patriotas del 3 de agosto de 1807:

«...dos cuerpos de infantería de nueva creación, de Voluntarios del Río de la Plata: el primero de línea al mando de D. Prudencio Murguiondo, y el segundo de tropas ligeras al de D. Juan Balbín de Vallejo, destinados con el primer escuadrón de Húsares a la guarnición de Montevideo; en cuya plaza estará asistido con doce pesos mensuales y un vestido completo cada dos años todo soldado que quiera alistarse en dichos cuerpos, debiendo presentarse con sus armas y fornituras.»
Santiago de Liniers, Buenos Aires, 3 de agosto de 1807.

En premio a sus servicios se lo ascendió a comandante graduado de teniente coronel el 7 de agosto de 1807.
Al mando del Regimiento de Milicias de Infantería Ligera de Montevideo, tuvo importante participación en los sucesos que dieron lugar a la celebración del cabildo abierto del 21 de septiembre de 1808 y a la creación de la Junta de Gobierno de Montevideo, de la que fue integrante.

### Revolución de Mayo

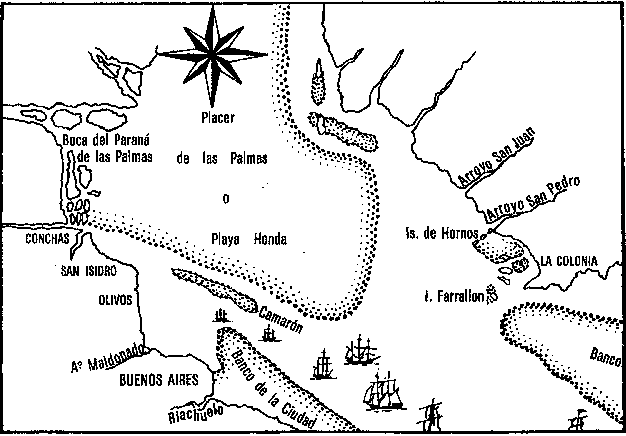
Río de la Plata.

Iniciada la Revolución de Mayo junto a varios profesionales liberales, entre los que se encontraban sus amigos Pedro Sainz de Cavia, Nicolás Herrera y Lucas Obes, y un sector de la marina (el comandante de Matrículas capitán de fragata Bernardo Bonavía, el alférez de navío José Matías Zapiola) y junto al coronel Prudencio Murguiondo y el capitán José Beldón, Vallejo y sus hijos se pronunciaron a favor de la Junta.
Tras el fracaso de la negociación entre la Primera Junta y el gobierno de Montevideo, la Sociedad Secreta de Montevideo dirigida por Feliciano Sáenz de Cavia e integrada por Juan Ramón Rojas, Manuel Fernández Puche, los presbíteros Santiago Figueredo y Pedro Pablo Vidal, contando con el apoyo fundamentalmente de Vallejo y Murguiondo, empezó a trabajar sobre un plan para obligar a reembarcarse al Cuerpo de la Real Marina para votar libremente en un congreso.
No obstante, la intervención oportuna del comandante general de Marina del Apostadero del Río de la Plata José María Salazar hizo fracasar el movimiento el 12 de julio. Ese día Salazar apoyado por las fuerzas de mar desarmó los cuerpos urbanos de Cazadores de infantería ligera y Voluntarios del Río de la Plata gracias a la indecisión de Murguiondo y al valor de Jacincto de Romarate que armó a la maestranza y al frente de la artillería volante sorprendió al cuartel de dragones donde estaba el anciano Balbín.
El gobernador Soria envió al asesor del cabildo y amigo Nicolás Herrera (quien supuestamente adhería secretamente al bando independentista) a invitar a Murguiondo y sus oficiales a parlamentar en el Cabildo de la ciudad. Cayeron en la trampa siendo detenido.
En el acuerdo de rendición del que el Cabildo salió garante, Salazar concedía la aministía a los líderes del movimiento, no obstante y pese a la insistencia del Cabildo que deseaba se respetasen los términos, los envió encadenados a Cádiz. Vallejo fue arrestado y destituido, pero evitó ser deportado en razón de su avanzada edad. No tuvo igual suerte su hijo Luis, quien fue remitido a Cádiz por alta traición. Tras los sucesos se alejó de toda actividad publica. Falleció el 30 de septiembre de 1820 en Montevideo.

## Legado y nombre
Una calle de Montevideo lo recuerda y el barrio Malvín, actualmente subdividido, debe justamente a la variación fonética y gramatical del apellido de Juan Balbín González Vallejo, quien con sus saladeros fue uno de sus primeros ocupantes.